# Typedef
typedef es una palabra reservada en el lenguaje de programación C y C++. Su función es asignar un nombre alternativo a tipos existentes, a menudo cuando su declaración normal es aparatosa, potencialmente confusa o probablemente variable de una implementación a otra.

## Ejemplos de uso

### Ejemplo básico de typedef
Considere este código: 
```
#include
 
<stdio.h>

int
 
main
(
void
)

{

    
int
 
notas
;

    
notas
=
100
;

    
return
 
0
;

}

```

Ahora considere esto: 
```
#include
 
<stdio.h>

int
 
main
()

{

    
typedef
 
int
 
nota_alumno_t
;

    
nota_alumno_t
 
notas
;

    
notas
=
100
;

    
return
 
-1
;

}

```

Ambas secciones de código hacen lo mismo: crean un tipo int (notas) y le dan un valor de 100. El método para hacer esto en la segunda sección hace que sea más legible porque la declaración typedef hace que nota_alumno_t signifique lo mismo que int. En este ejemplo, la variable notas guarda las "notas" de un estudiante, así que definir notas como una variable de tipo nota_alumno_t le da al nombre de esa variable un contexto.

### Ejemplo con struct
Uno de los usos principales del typedef es la creación de tipos struct.

#### Un ejemplo:
```
struct
 
persona

{

   
int
 
edad
;

   
char
 
*
name
;

};

```

Para utilizar este struct, tenemos que añadir la palabra reservada struct antes de persona
```
struct
 
persona
 
alex
;

```

Con typedef, podemos crear un nuevo tipo persona, para que el uso de los struct sea más ergonómico.
```
typedef
 
struct
 
persona
 
persona_t
;

```

Ahora, para crear una variable de tipo persona, podemos hacerlo así:
```
persona_t
 
alex
;

```

Esto es más legible porque no requiere la palabra reservada struct antes de cada variable de tipo persona.

## Uso en C++
```
std
::
vector
<
std
::
pair
<
std
::
string
,
 
int
>
 
>
 
valores
;

for
 
(
std
::
vector
<
std
::
pair
<
std
::
string
,
 
int
>
 
>::
const_iterator
 
i
 
=
 
valores
.
begin
();
 
i
 
!=
 
valores
.
end
();
 
++
i
)

{

   
std
::
pair
<
std
::
string
,
 
int
>
 
const
 
&
 
t
 
=
 
*
i
;

   
// hacer alguna tarea

}

```

y
```
typedef
 
std
::
pair
<
std
::
string
,
 
int
>
 
valor_t
;

typedef
 
std
::
vector
<
valor_t
>
 
valores_t
;

valores_t
 
valores
;

for
 
(
valores_t
::
const_iterator
 
i
 
=
 
valores
.
begin
();
 
i
 
!=
 
valores
.
end
();
 
++
i
)

{

   
valor_t
 
const
 
&
 
t
 
=
 
*
i
;

   
// hacer alguna tarea

}

```